# Mervyn Wood
Mervyn Thomas Wood (30 de abril de 1917-19 de agosto de 2006) fue un deportista australiano que compitió en remo.
Participó en cuatro Juegos Olímpicos de Verano entre los años 1936 y 1956, obteniendo tres medallas: oro en Londres 1948, plata en Helsinki 1952 y bronce en Melbourne 1956.

## Palmarés internacional
| Juegos Olímpicos | Juegos Olímpicos      | Juegos Olímpicos  | Juegos Olímpicos |
| Año              | Lugar                 | Medalla           | Prueba           |
| ---------------- | --------------------- | ----------------- | ---------------- |
| 1948             | Londres (Reino Unido) | Medalla de oro    | Scull individual |
| 1952             | Helsinki (Finlandia)  | Medalla de plata  | Scull individual |
| 1956             | Melbourne (Australia) | Medalla de bronce | Doble scull      |